# Синдром Ангельмана
Синдром Ангельмана — обусловленная генетической аномалией патология, характеризующаяся такими признаками, как задержка психического развития, нарушения сна, припадки, хаотические движения (особенно рук), частый смех или улыбки. Также эту болезнь называют «синдром Петрушки» или «синдром счастливой куклы».
При синдроме Ангельмана отсутствуют некоторые гены длинного плеча 15-й хромосомы (в большинстве случаев наблюдается частичная делеция либо другая мутация 15-й хромосомы), причём страдает материнская хромосома, тогда как в случае повреждения отцовской хромосомы возникает синдром Прадера — Вилли.
Кариотип 46 XX или XY, 15q−.  Обычно синдром вызывается спонтанным хромосомным дефектом, когда отсутствует большая смежная область из 3-4 миллионов пар оснований ДНК на участке q11-q13 15-й хромосомы.

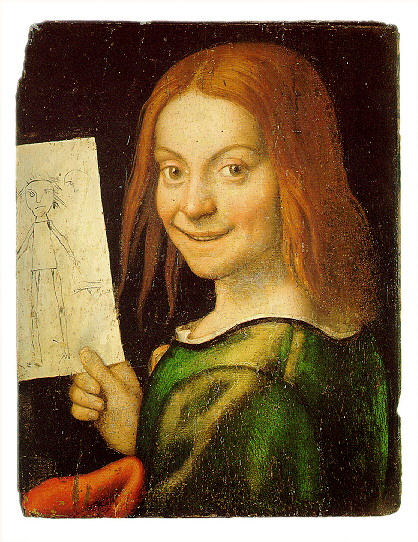
Джованни Франческо Карото (ок. 1480—1555). Портрет рыжеволосого мальчика с рисунком шарнирной куклы

Согласно результатам многих независимых исследований, причиной возникновения синдрома Ангельмана может являться мутация в гене UBE3A. Продукт этого гена — ферментный компонент сложной системы деградации белков.
Синдром назван по имени британского педиатра Гарри Ангельмана, впервые описавшего его в 1965 г. в статье «Дети-„марионетки“: Сообщение о трёх случаях». Толчком к обобщению — на основе типичных клинических проявлений — тех случаев заболевания, которые врач наблюдал в своей практике, послужила увиденная им во время отпуска в Италии, в музее Castelvecchio в Вероне картина Джованни Франческо Карото, на которой был изображён смеющийся мальчик с рисунком шарнирной куклы в руке.
Частота встречаемости — от 1 : 10 000 до 1 : 20 000 живорождённых младенцев. Мужчины и женщины страдают с одинаковой частотой.

## Особенности
Для синдрома Ангельмана характерны:
- В 75 % случаев — проблемы с питанием, особенно с грудным вскармливанием, такие младенцы плохо набирают вес;
- задержка в развитии навыков общей моторики (умение сидеть, ходить);
- задержка речевого развития, неразвитая речь (у всех детей);
- дети больше понимают, чем могут сказать или выразить;
- дефицит внимания и гиперактивность;
- сложности с обучением;
- эпилепсия (в 80 % случаев), нарушения выявляются также при электроэнцефалографии; считается, что у детей с синдромом Ангельмана наблюдается вторичная (симптоматическая) эпилепсия;
- необычные движения (мелкий тремор, хаотические движения конечностей);
- частый смех без повода;
- ходьба на негнущихся ногах — из-за этой особенности детей с данным синдромом иногда сравнивали с марионетками;
- размер головы меньше среднего, нередко с уплощением затылка;
- иногда характерные черты лица — широкий рот, редко расположенные зубы, выдающийся вперёд подбородок, высунутый язык;
- нарушения сна;
- страбизм (косоглазие) в 40 % случаев;
- сколиоз (искривление позвоночника) в 10 % случаев;
- повышенная чувствительность к высокой температуре.

## Генетика заболевания

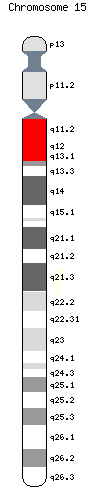
Хромосома 15

Синдром Ангельмана вызван нарушением в течение развития плода экспрессии гена, известного как UBE3A. Этот ген расположен в области 15-й хромосомы, известной как 15q11-q13, и является частью пути убиквитина. Фактически, UBE3A кодирует очень избирательную E6-AP убиквитинлигазу, для которой MAPK1, PRMT5, CDK1, CDK4, β-катенин и UBXD8 были идентифицированы как цели убиквитинирования.
В обычной ситуации плод наследует две копии гена UBE3A: материнскую и отцовскую. В определённых областях развивающегося мозга отцовская копия UBE3A инактивируется с помощью процесса, известного как импринтинг, и нормальное развитие плода в таких областях зависит только от правильного функционирования материнской копии UBE3A. Однако у больных с синдромом Ангельмана материнский ген UBE3A отсутствует, или нормальное функционирование нарушено. Это может быть связано с генетическими ошибками, такими как делеции или мутации в сегменте 15-й хромосомы, однородительская дисомия или транслокации. Хотя синдром Ангельмана может быть вызван единственной мутацией в гене UBE3A, наиболее распространенным приводящим к нему генетическим дефектом является делеция размером от 5 до 7 МБ (мегабаз) в хромосомной области 15q11.2-q13 18-й хромосомы матери.
В частности, известно, что отцовская копия UBE3A импринтируется в гиппокампе, коре головного мозга, таламусе, обонятельной луковице и мозжечке. Поэтому для правильного развития в этих областях мозга необходима функционирующая копия UBE3A в 15-й хромосоме, полученной именно от матери.
Нарушения в области 15q11-13 15-й хоромосомы ответственны как за синдром Ангельмана, так и за синдром Прадера — Вилли (СПВ). Хотя синдром Ангельмана возникает в результате мутации, делеции или аномального импринтинга с участием гена UBE3A в этом регионе материнской хромосомы, потеря другого кластера генов в том же регионе отцовской хромосомы вызывает синдром Прадера — Вилли.
Тест на метилирование, выполняемый при синдроме Ангельмана, ищет метилирование соседа гена SNRPN, которое подавляется метилированием материнской копии гена.

## Диагностика
Синдром диагностируется путём генетического анализа (15-я хромосома), рекомендуемого для новорождённых с ослабленным мышечным тонусом (гипотонусом), отставанием в развитии общей моторики и в развитии речи. Родители и врачи должны обратить внимание на случаи мелкого тремора, хаотические, порывистые движения конечностей, походку с негнущимися ногами; в ряде случаев специфическое выражение лица, слишком частый смех.
Возможные методы анализа: процесс флуоресцентной гибридизации in situ, метилирование ДНК в области 15q11-q13, анализ мутации импринтингового центра, анализ прямой мутации гена UBE3A.

## Лечение
Синдром Ангельмана обусловлен врождённой генетической аномалией; в настоящее время специфические способы его лечения не разработаны, однако некоторые лечебные мероприятия повышают качество жизни людей с синдромом. Младенцы с гипотонусом должны получать массаж и другие виды специальной терапии (физиотерапии).
Рекомендуются использование специальных методик развития ребёнка, занятия с логопедом и дефектологом. Нарушения сна корректируются назначением легких снотворных. Д-р Вагстафф (США) считает, что назначение 0,3 мг мелатонина за 0,5-1,0 ч перед сном улучшает сон пациентов с синдромом Ангельмана. Нарушения стула регулируются назначением лёгких слабительных.
При судорожных припадках подход к лечению такой же, как при эпилепсии. У детей с синдромом Ангельмана часто наблюдаются приступы более чем одного типа. Показана электроэнцефалография.
Требует коррекции нежелательное поведение. Д-р Чарльз Вильямс (Гейнсвилл, Флорида), работающий в основном с аутичными детьми, отмечает общие для аутичных детей и детей с синдромом Ангельмана особенности поведения: заметная аутостимуляция, импульсивность, навязчивые, повторяющиеся движения, интерес к неуместным предметам, а также сложности в общении с другими людьми. Врачи США сообщают, что у аутичных детей внутривенные инъекции гормона секретин (найденного в поджелудочной железе) успешно уменьшают проявления нежелательного поведения и обеспечивают хороший уровень общительности и коммуникативных навыков; возможно, медицина придёт к использованию секретина для коррекции поведения детей с синдромом Ангельмана.

## Риски
Оценка риска повторного рождения ребёнка с синдромом Ангельмана у тех же родителей очень сложна, необходима консультация профессионального генетика. Считается, что обычная делеция является спонтанной, риск повтора меньше 1 %. В случае молекулярной микроделеции в области 15q11-q13, если она наблюдается и у матери, риск теоретически до 50 %. Мутации внутри гена UBE3A могут быть случайными и неунаследованными, в этой ситуации риск повтора <1 %; однако эти мутации можно унаследовать от нормальной матери, и тогда теоретический риск 50 %. Партеногенетическая дисомия 15-й пары — случайная ситуация; риск повтора <1 %. В редких случаях синдрома Ангельмана с необычными преобразованиями 15-й хромосомы, включая область 15q11-q13, оценка риска повтора зависит от хромосомных нарушений у родителей.

## Перспективы развития
Дети с синдромом Ангельмана понимают намного больше, чем могут сказать. В некоторых случаях у них вообще нет речи; описаны дети со словарным запасом в 5-10 слов. При этом дети с синдромом Ангельмана любят общаться с другими людьми, играть, как правило, они дружелюбны.
Рекомендуется обучать таких детей языку жестов. Занятия с раннего возраста по специальным программам, направленных на развитие навыков мелкой и общей моторики, в ряде случаев дают хорошие результаты.
Перспективы развития зависят от степени поражённости хромосомы. Некоторые люди с синдромом Ангельмана способны освоить навыки самообслуживания и речь на примитивном уровне (обычно причиной синдрома в этом случае стала мутация), некоторые никогда не смогут ходить и говорить (такое обычно происходит в случае делеции части хромосомы).
С возрастом, как правило, симптомы гиперактивности и нарушения сна смягчаются. У девочек с синдромом Ангельмана в период полового созревания могут участиться припадки.
Большинство людей с синдромом Ангельмана способны контролировать экскреторные функции (мочеиспускание и дефекацию) днём, некоторые и ночью. Часть страдающих синдромом Ангельмана способны есть при помощи ножа и вилки, одеваться самостоятельно (при отсутствии на одежде пуговиц, «молний» и т. п.). Во взрослом возрасте может появиться ожирение и ухудшиться ситуация со сколиозом.
Половое созревание индивидов с синдромом Ангельмана, в частности появление менархе у девочек, происходит в обычные сроки. Описан один случай беременности женщины с синдромом Ангельмана: она родила девочку с таким же диагнозом.

## В массовой культуре
Изображения людей, страдающих синдромом Ангельмана, нашли отражение и в искусстве. Например, художник Джованни Франческо Карото изображал в своих работах именно людей с подобной особенностью развития. Считается, что изображения гигантов за авторством Хадзимы Исаямы в манге «Атака титанов» были основаны на работах художника Франсиско Гойи и изображениях людей с синдромом Ангельмана.
Режиссёром Еленой Хазановой по одноимённому роману Дины Рубиной был снят фильм «Синдром Петрушки». Сын главных героев страдает синдромом Ангельмана.